# Someropsis viriditincta
Someropsis viriditincta är en fjärilsart som beskrevs av Embrik Strand 1912. Someropsis viriditincta ingår i släktet Someropsis och familjen tandspinnare. Inga underarter finns listade i Catalogue of Life.

## Bildgalleri

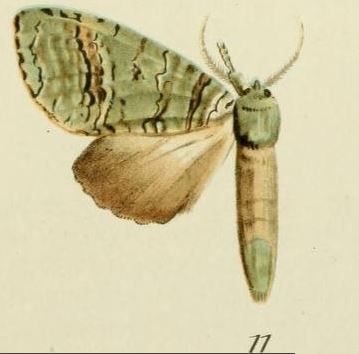